# Polistes crinitus
Polistes crinitus är en getingart som först beskrevs av Carolus Felton 1764.
Polistes crinitus ingår i släktet pappersgetingar och familjen getingar.

## Underarter
Arten delas in i följande underarter:
- Polistes crinitus americanus
- Polistes crinitus multicolor